# Myersiohyla inparquesi
Myersiohyla inparquesi är en groddjursart som först beskrevs av Jose Ayarzagüena och J. Celsa Senaris 1994.  Myersiohyla inparquesi ingår i släktet Myersiohyla och familjen lövgrodor. IUCN kategoriserar arten globalt som otillräckligt studerad. Inga underarter finns listade i Catalogue of Life.